# Plionemertes plana
Plionemertes plana är en djurart som tillhör fylumet slemmaskar, och som beskrevs av Ernest F. Coe 1926. Plionemertes plana ingår i släktet Plionemertes och familjen Dinonemertidae. Inga underarter finns listade i Catalogue of Life.